# Андийский язык
Анди́йский язык (анд. къӏваннаб мицӏцӏи, авар. гIандадерил мацI) — язык андийцев, один из языков андийской группы нахско-дагестанской языковой семьи. Распространён в нескольких аулах Ботлихского района Дагестана.
По переписи 2021 года, андийским языком владеют 18 133 человека, из них 17 783 — в Дагестане.

## Название
Лингвоним «андийский» и экзоэтноним «андийцы» происходят от названия села Анди. Например, по-аварски андийский язык называют гIандадерил мацI /ʕandaderil macʼ/. Сами андийцы называют себя къӏваннал /ɢʷanːal/, свой язык — къӏваннаб мицӏцӏи /ɢʷanːab mic’ːi/, а село Анди — Къӏванну /ɢʷanːu/.

## Социолингвистическая ситуация
Андийский язык распространён в бассейне реки Унсатлен в северном Дагестане, а именно в нескольких сёлах Ботлихского района: Анди, Ашали, Гагатли, Гунха, Зило, Кванхидатли, Муни, Риквани, Чанко, а также в селе Первомайское в Хасавюртовском районе.
В 1960-е годы лингвист Х. Салимов оценивал количество говорящих на андийском языке в 12 000 человек. В энциклопедии «Языки мира» 1999 года указано, что она больше 20 000 человек; в «Атласе кавказских языков» 2006 года численность носителей оценивается в 25 000 человек. По данным всероссийской переписи 2020—2021 годов, 21 150 человек указали андийский в качестве родного языка, из них 20 594
проживающих в Республике Дагестан.

## Диалекты
Андийский язык делится на две диалектные группы: верхнеандийскую и нижнеандийскую. Верхнеандийская группа включает в себя говоры сёл Анди, Гагатли, Зило, Риквани и Чанко, нижнеандийская — Кванхидатли и Муни.

## Лингвистическая характеристика
В андийском языке имеется пятичленная система именных классов, в говоре села Риквани — шестичленная; функционируют классные показатели в составе форманта аффективного падежа.
Различается 7 серий локализации, в том числе значение «внутри» по признаку числа (ед. ч. — -ла/-а, мн. ч. — -хъи: гьакъу-ла «в доме», но гьакъоба-хъи «в домах»).
Категория числа в глаголе выражается аблаутом (имуво воцци в-усон «Отец брата нашёл», но имуво воццул в-осон «Отец братьев нашёл»).
В говоре села Анди наблюдаются различия в речи мужчин и женщин; например, муж. дин «я», мин «ты», гьекӏа «человек», сравните жен. ден, мен, гьекӏва.

## Письменность
Есть попытки создания письменности на русской основе. В конце 1990-х годов на андийском языке вышли 2 номера газеты «Бахарган». В 2015 году вышла первая книга на андийском языке — перевод Евангелия от Луки. В этом издании используется следующий алфавит: А а, Б б, В в, Г г, Гъ гъ, Гъгъ гъгъ, Гь гь, Д д, Е е, Ё ё, Ж ж, ЖӀ жӀ, З з, И и, Й й, К к, Кк кк, Къ къ, Кь кь, КӀ кӀ, КӀкӀ кӀкӀ, Л л, Лъ лъ, Лълъ лълъ, М м, Н н, О о, П п, Р р, С с, Сс сс, Т т, ТӀ тӀ, У у, Ф ф, Х х, Хх хх, Хъ хъ, Хь хь, Ц ц, Цц цц, ЦӀ цӀ, ЦӀцӀ цӀцӀ, Ч ч, Чч чч, ЧӀ чӀ, ЧӀчӀ чӀчӀ, Ш ш, Щ щ, ъ, ы, ь, Э э, Ю ю, Я я.
В 2014 году, впервые, под редакцией Ибрагимова Расула Магомедмирзаевича, «Издательство Перо» выпустило две книги из серии «Золотой Фонд Анди», посвящённые созданию и составлению «андийского письма»: Алип мицъӀи — Азбука диалекта, андийский язык и Алип рошо — Андийско-русский словарь с элементами энциклопедизма.
В 2018 году был издан первый печатный андийский букварь, на андийском языке — Алип (под редакцией Ибрагимова Расула Магомедмирзаевича). Алфавит этого издания имеет следующий вид.
| А а   | Б б     | В в   | Г г     | ГӀ гӀ   | Гь гь | Гъ гъ   | ГъӀ гъӀ | Д д   | Е е   |
| Ё ё   | Ж ж     | Жъ жъ | ЖъӀ жъӀ | З з     | И и   | Й й     | К к     | КӀ кӀ | Кь кь |
| Къ къ | КъӀ къӀ | Л л   | ЛӀ лӀ   | Ль ль   | Лъ лъ | ЛъӀ лъӀ | М м     | Н н   | О о   |
| П п   | ПӀ пӀ   | Р р   | С с     | Т т     | ТӀ тӀ | У у     | Ф ф     | Х х   | ХӀ хӀ |
| Хь хь | Хъ хъ   | Ц ц   | ЦӀ цӀ   | ЦъӀ цъӀ | Ч ч   | ЧӀ чӀ   | ЧъӀ чъӀ | Ш ш   | Щ щ   |
| Ъ ъ   | Ь ь     | Ӏ     | Э э     | Ю ю     | Я я   |         |         |       |       |